# Изотопы гелия
Изото́пы ге́лия — разновидности атомов (и ядер) химического элемента гелия, имеющие разное содержание нейтронов в ядре. Всего известно на данный момент времени 9 изотопов, но только два из них стабильны. Природный гелий состоит из двух стабильных изотопов: 4He (изотопная распространённость — 99,99986 %) и гораздо более редкого 3He (0,00014 %; содержание гелия-3 в разных природных источниках может варьировать в довольно широких пределах). Самым долгоживущим радиоизотопом является 6He с периодом полураспада 807 миллисекунд.

## Происхождение
Гелий в атмосфере, почти весь состоящий из тяжёлого нуклида He4, является продуктом α-распада тяжёлых радиоактивных элементов (урана, радия, тория, актиния), лишь незначительная его часть является реликтовой (то есть захваченной миллиарды лет назад уплотнявшейся космической пылью, из которой образовалась Земля). Скорость образования гелия ничтожна и составляет около 1,16⋅10−7 см³ на 1 г U и 2,43⋅10−8 см³ на 1 г Th в год. Одна тонна связанного в минералах урана испускает за год всего 0,12 см³ гелия. Этот процесс ежегодно накапливает в доступных изучению толщах Земли и вод (25-28)⋅106 м³ газа.
Содержание 3He в выделенном из атмосферы гелии ничтожно мало, отношение 3He/4He для воздуха равно 1,1⋅10−6, а для гелия из природных газов 1,4⋅10−7. Установлено, что 3He получается в результате β-распада тяжёлого нуклида водорода — трития, который образуется в ряде ядерных реакций в земной коре и верхних слоях атмосферы. В последних тритий возникает при обстреле азота нейтронами космического излучения:
{\displaystyle \mathrm {{}_{7}^{14}N} +\mathrm {{}_{0}^{1}n} \rightarrow \mathrm {{}_{1}^{3}T} +\mathrm {{}_{6}^{12}C} .}
Тритий с периодом полураспада (T1/2=12,46 лет) превращается в 3He:
{\displaystyle \mathrm {{}_{1}^{3}T} \rightarrow \mathrm {{}_{2}^{3}He} +e^{-}+{\bar {\nu }}_{e}.}
Звёздный гелий (гелий Вселенной) — продукт термоядерной реакции синтеза ядер водорода, протекающей на Солнце и звездах по протон-протонному и углеродно-азотному циклам.
Известны ещё шесть радиоактивных изотопов гелия, являющихся продуктами искусственных ядерных реакций. Так, например, нуклид 6He был получен при бомбардировке бериллия нейтронами:
{\displaystyle \mathrm {{}_{4}^{9}Be} +\mathrm {{}_{0}^{1}n} \rightarrow \mathrm {{}_{2}^{6}He} +\mathrm {{}_{2}^{4}He} .}

## Таблица изотопов гелия
| Символ нуклида | Z(p)                | N(n)                | Масса изотопа (а. е. м.) | Период полураспада (T1/2)                | Канал распада                  | Продукт распада | Спин и чётность ядра | Распространённость изотопа в природе | Диапазон изменения изотопной распространённости в природе |
| Символ нуклида | Энергия возбуждения | Энергия возбуждения | Энергия возбуждения      | Период полураспада (T1/2)                | Канал распада                  | Продукт распада | Спин и чётность ядра | Распространённость изотопа в природе | Диапазон изменения изотопной распространённости в природе |
| -------------- | ------------------- | ------------------- | ------------------------ | ---------------------------------------- | ------------------------------ | --------------- | -------------------- | ------------------------------------ | --------------------------------------------------------- |
| 2 He           | 2                   | 0                   | 2,015894 ± (2)           | < 10−9 с                                 | p (>99.99%)                    | 2 1 H           | 0+#                  |                                      |                                                           |
| 2 He           | 2                   | 0                   | 2,015894 ± (2)           | < 10−9 с                                 | β+ (<0.01%)                    | 2 H             | 0+#                  |                                      |                                                           |
| 3 He           | 2                   | 1                   | 3,016029321967 ± (60)    | стабилен                                 | стабилен                       | стабилен        | 1/2+                 | 0,000002 ± (2)                       |                                                           |
| 4 He           | 2                   | 2                   | 4,002603254130 ± (158)   | стабилен                                 | стабилен                       | стабилен        | 0+                   | 0,999998 ± (2)                       |                                                           |
| 5 He           | 2                   | 3                   | 5,012057 ± (21)          | (602 ± (22))⋅10−24 с [759 ± (28) кэВ]    | n                              | 4 He            | 3/2−                 |                                      |                                                           |
| 6 He           | 2                   | 4                   | 6,01888589 ± (6)         | 806,92 ± (24) мс                         | β− (99,999722 ± (18)%)         | 6 Li            | 0+                   |                                      |                                                           |
| 6 He           | 2                   | 4                   | 6,01888589 ± (6)         | 806,92 ± (24) мс                         | β−, деление (0,000278 ± (18)%) | 4 He, 2 H       | 0+                   |                                      |                                                           |
| 7 He           | 2                   | 5                   | 7,027991 ± (8)           | (2,51 ± (7))⋅10−21 с [181,9 ± (5,1) кэВ] | n                              | 6 He            | (3/2)−               |                                      |                                                           |
| 8 He           | 2                   | 6                   | 8,03393439 ± (10)        | 119,5 ± (1,5) мс                         | β− (83,1 ± (1,0)%)             | 8 Li            | 0+                   |                                      |                                                           |
| 8 He           | 2                   | 6                   | 8,03393439 ± (10)        | 119,5 ± (1,5) мс                         | β−,n (16 ± (1)%)               | 7 Li            | 0+                   |                                      |                                                           |
| 8 He           | 2                   | 6                   | 8,03393439 ± (10)        | 119,5 ± (1,5) мс                         | β−, деление (0,9 ± (1)%)       | 5 He, 3 H       | 0+                   |                                      |                                                           |
| 9 He           | 2                   | 7                   | 9,043950 ± (50)          | (2,5 ± (2,3))⋅10−21 с                    | n                              | 8 He            | 1/2(+)               |                                      |                                                           |
| 10 He          | 2                   | 8                   | 10,05282 ± (10)          | (260 ± (40))⋅10−24 с [1,8 ± (3) МэВ]     | 2n                             | 8 He            | 0+                   |                                      |                                                           |

### Пояснения к таблице
- Распространённость изотопов приведена для земной атмосферы. Для других источников значения могут сильно отличаться.

- Символами, выделенными жирным шрифтом, обозначены стабильные продукты распада.

- Значения, помеченные решёткой (#), получены не из одних лишь экспериментальных данных, а (хотя бы частично) оценены из систематических трендов у соседних нуклидов (с такими же соотношениями Z и N). Неуверенно определённые значения спина и/или чётности заключены в скобки.

- Погрешность приводится в виде числа в скобках, выраженного в единицах последней значащей цифры, означает одно стандартное отклонение (за исключением распространённости и стандартной атомной массы изотопа по данным ИЮПАК, для которых используется более сложное определение погрешности). Примеры: 29770,6(5) означает 29770,6 ± 0,5; 21,48(15) означает 21,48 ± 0,15; −2200,2(18) означает −2200,2 ± 1,8.